# 計量用漢字

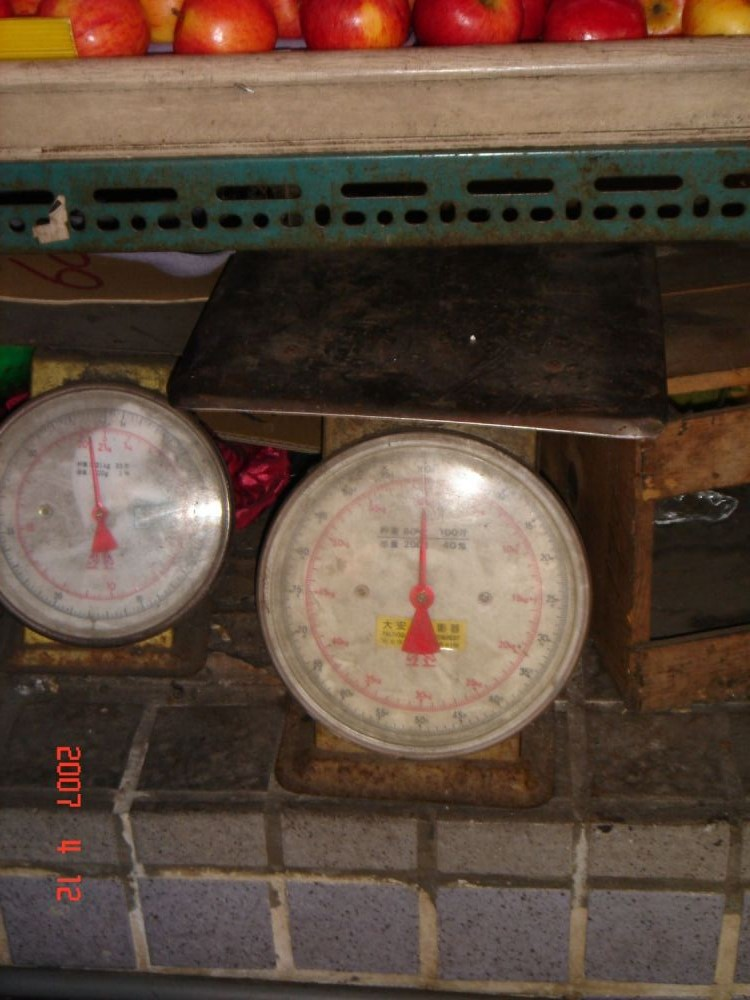
磅秤

計量用漢字，又稱為度量衡略字或縮寫，是十九世紀初期中國翻譯外來度量衡單位而創造的字，通常由兩字合成，例如「兛」代表、「糎」起初代表，後來也有用來代表「毫米」。初時採用了不少日本所造的漢字，但是日文用「瓦」字組成的漢字，中文改用「克」字組成。計量用漢字特別之處是模仿日文漢字，單一個字配上兩個音節，打破了中文漢字一字一音的慣例，故又名雙音節漢字；现在这些旧单位用字有許多已棄置不用。
在中國大陸，1977年7月20日，中国文字改革委员会和国家计量总局聯合颁布《关于部份计量单位名称统一用字的通知》，並附上了《部分计量单位名称用字统一用字表》。此命令规定採用一字一音一概念，並統一了計量单位名稱，並要求所有出版物均應採用。其中，淘汰的单位用字主要有：“浬”、“㖊”、“浔”、“𠺖”、“竔”、“嘝”、“呏”、“嗧”、“唡”、“喱”、“瓩”、“乇”、“㕫”。
但在台灣「哩」、「呎」、「瓩」等仍然常用。
大五碼及CNS 11643第一字面的符號區有九個計量用字：兙兛兞兝兡兣嗧瓩糎；統一碼視之為普通漢字，收入中日韓越統一表意文字的正字區。

## 計量用漢字

### 公制
公制有兩套單位縮寫漢字，起初主要是沿襲日本；及至1929年，中華民國政府公佈《度量衡法》，該法律沒制定過單位縮寫，但還是由此產生了新的單位縮寫，也改變了部份縮寫的用法。不過這套新的單位縮寫不如前一套易用和流行。
| 早期用字 | 後期用字 | 單位           |
| 長度     | 長度     | 長度           |
| -------- | -------- | -------------- |
| 粁       | 粴       | （公里）       |
| 粨       | 粌       | 百米（公引）   |
| 籵       | 粀       | 十米（公丈）   |
| 粎       | 粎       | （公尺）       |
| 粉       | 籿       | 分米（公寸）   |
| 糎       | 粉       | 釐米（公分）   |
| 粍       | 糎       | 毫米（公釐）   |
| 地積     |          |                |
|          |          | 公頃           |
| 安       |          | 公畝           |
|          |          | 平方米（公釐） |
| 容積     |          |                |
| 竏       |          | 千公升（公秉） |
| 竡       | 䇉       | 百公升（公石） |
| 竍       | 䇆       | 十公升（公斗） |
| 竔       | 竔       | 公升           |
| 竕       |          | 分升（公合）   |
| 竰       |          | 釐升（公勺）   |
| 竓       |          | 毫升（公撮）   |
| 重量     |          |                |
|          |          | 千公斤（公鐓） |
|          |          | 百公斤（公擔） |
|          |          | 十公斤（公衡） |
| 兛       |          | （公斤）       |
| 兡       |          | 百克（公兩）   |
| 兙       |          | 十克（公錢）   |
| 克       | 兝       | 克（公分）     |
| 兝       | 兣       | 分克（公釐）   |
| 兣       | 兞       | 釐克（公毫）   |
| 兞       |          | 毫克（公絲）   |

## 另見
- 合字
- 合文

### 引用
1. ↑  教育部國語統一籌備委員會 (编).  五版. 商務印書館. 1933-05-07: 276–277.
2. ↑  . 中华人民共和国教育部政府门户网站. 中华人民共和国教育部语信司.   [2019-02-05]. （原始内容存档于2019-02-07）.
3. ↑  . 教育百科. 教育部.   [2020-06-13]. （原始内容存档于2021-02-26）.
4. ↑  . 教育百科. 教育部.   [2020-06-13]. （原始内容存档于2021-02-26）.
5. ↑  . 台灣電力股份有限公司. 2021-04-23. （原始内容存档于2021-04-23）.
6. ↑  .   [2019-03-22]. （原始内容存档于2019-06-08）.

### 書籍
- 趙秉良，杜亞泉，駱師曾 (编).  五版. 上海: 商務印書館. 宣統三年三月.
- 實業部工業司度量衡檢定人員養成所 (编). . 南京: 實業部總務司編輯科. 民國20年3月.
- 黃光明 (编). . 上海: 中華書局. 民國24年12月.
- 科學名詞審查會 (编). . 上海: 科學名詞審查會. 民國29年1月.
- 張鵬飛 (编). . 中華文庫 初中第一集 初版. 上海: 中華書局. 民國36年12月.

## 外部連結
- 教育部異體字字典單位詞參考表
- 关于部分计量单位名称统一用字的通知